# Novy-Chevrières

Novy-Chevrières este o comună în departamentul Ardennes din nordul Franței. În 1 ianuarie 2022 avea o populație de 744 de locuitori.